# 2740 Tsoj
2740 Tsoj је астероид главног астероидног појаса са пречником од приближно 21,4 .
Афел астероида је на удаљености од 3,204 астрономских јединица (АЈ) од Сунца, а перихел на 2,802 АЈ.
Ексцентрицитет орбите износи 0,067, инклинација (нагиб) орбите у односу на раван еклиптике 9,358 степени, а орбитални период износи 1901,185 дана (5,205 година).
Апсолутна магнитуда астероида је 11,7 а геометријски албедо 0,080.
Астероид је откривен 26. септембра 1974. године.